# Antonio Bolettieri
Antonio Bolettieri (Grassano, 18 aprile 1915 – Roma, 30 marzo 2003) è stato un politico, scrittore e avvocato italiano.

## Biografia
Eletto al Senato nel 1958, rimase in carica fino al 1968, per rielezione. Divenne ancora senatore in sostituzione di Vincenzo Verrastro, dimessosi il 10 novembre 1970.

## Pubblicazioni
- Guardo alla vita: per i giovani della nuova Italia, Pironti, 1938, SBN CUB0121748.
- Riprendere il cammino della distensione, Bardi, 1967, SBN BAS0056679.
- La felicità assente: per una ecologia della vita, collana Scaffale Aperto - Filosofia, Armando Editore, 1995, ISBN 9788871445458.
- Solitudine itinerante, collana La fronda peneia, Sovera Edizioni, 1996, ISBN 9788881240128.
- Ricordi dal parlamento. Anche nel Senato passi perduti, Sovera Edizioni, 1999, ISBN 9788881240630.
- Villa triste. Da Coccau a Grassano. Viaggio di Silvia Lucano attraverso l'Italia occupata dai nazifascisti. Novembre 1943-aprile 1944, Sovera Edizioni, 2001, ISBN 9788881242078.